# گذرنامه قبرس شمالی
گذرنامه قبرس شمالی (به انگلیسی: Northern Cypriot passport) سندی هویتی است که برای شهروندان قبرس شمالی به منظور سفر کردن صادر می‌شود.

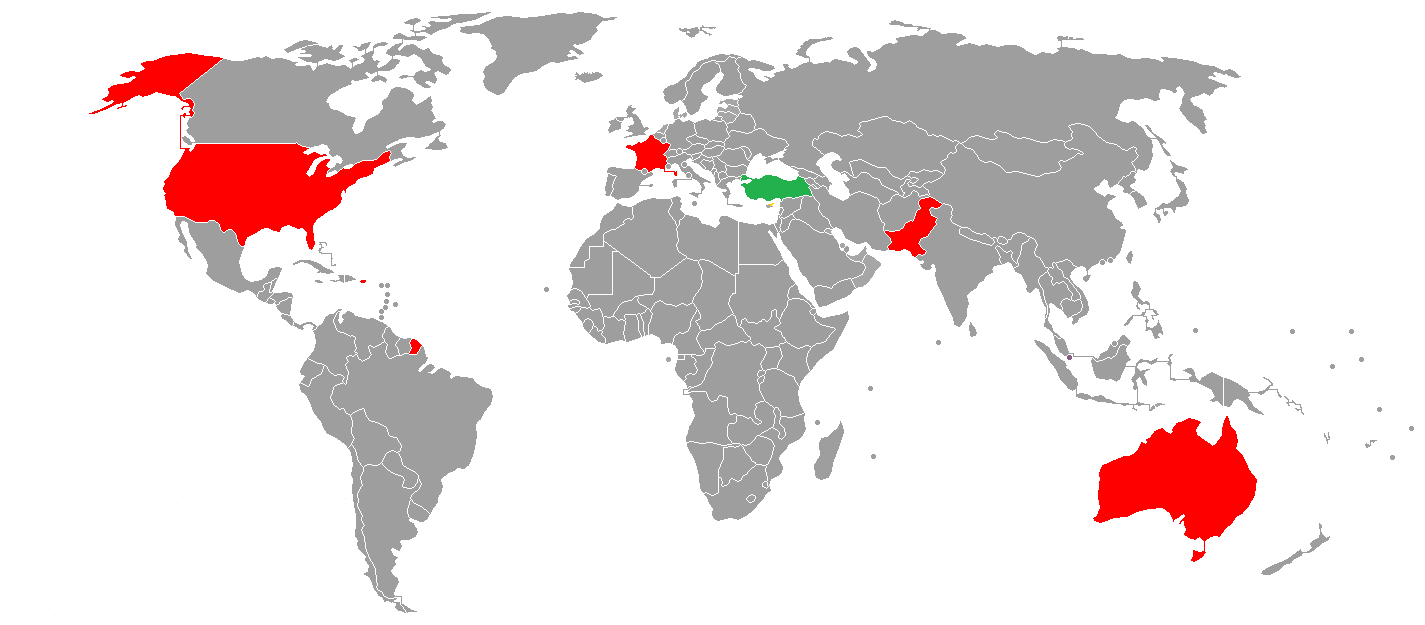
کشورها و سرزمین‌هایی که دارای ورودی با یا بدون روادید برای دارندگان گذرمانه معمولی قبرس ترکی هستند.
قبرس شمالی
بدون روادید
نیازمند ویزا
پاسپورت اعتباری ندارد